# Joseph Rott
Joseph Rott (* 21. Mai 1821 in Loiting, heute Ortsteil von Hohenpolding; † 1897) war ein deutscher Klassischer Philologe und Fachautor.

## Leben
Joseph Rott wurde als Sohn eines „Söldners“ und „Landmanns“ in Loiting im Isar-Kreis – heute Ortsteil von Hohenpolding, Kreis Dorfen in Oberbayern – geboren. Nach Schulzeit und Abitur am Gymnasium in Landshut studierte er Klassische Philologie, wurde zum Schuljahr 1846/47 als Assistent und Lehrer für Arithmetik der Lateinschule an die Königliche Studienanstalt in Eichstätt versetzt und zum Schuljahr 1849/50 hier zum Studienlehrer befördert. Auf eigenen Antrag wurde er im Frühjahr 1851 an die Lateinische Schule des Maximiliansgymnasiums in München versetzt. Im Mai 1855 folgte die Ernennung zum Gymnasialprofessor in Kempten, im April 1862 die Versetzung nach Passau und 1866 die Übertragung der Rektorenstelle in Eichstätt, die er bis zum Ruhestand 1891 innehatte. Zusätzlich unterrichtete er Latein und Griechisch in der Gymnasialstufe. Nach seinem Amtsantritt zu Beginn des Schuljahres 1866/67 nahm er eine Neuaufstellung des umfangreichen Bibliotheks-Bestandes der Schule in Angriff. Er legte die heute noch gültige Nummerierung der Bücher fest und erstellte ein erstes Nummernrepertorium. 1881 schloss er den „Fachkatalog für die Gymnasialbibliothek“ ab.

## Veröffentlichungen
Joseph Rott veröffentlichte literatur- und sprachwissenschaftliche Arbeiten sowie Überlegungen zu prähistorischen Zusammenhängen, darunter:
- De interpolationibus Theogoniæ Hesiodeæ. K. Brönner, Eichstätt 1850. OCLC 162497941 Online
- Griechisches Vocabularium in etymologischer Ordnung zum Auswendiglernen. J.G.Wölfle, Landshut 1855. OCLC 163341498 Online
- Versuch über das Verhaeltniss der semitischen und indogermanischen Sprachen, in: Programm zum Jahresbericht über die Kgl. Studien-Anstalt zu Kempten, 1857/5. Koesel, Kempten 1858. OCLC 57129757 Online
- Über die Nationalität der Kelten, in: Jahresbericht über das k. Lyceum, Gymnasium und die lateinische Schule zu Passau für das Studienjahr 1865/66. Druck: J. Bucher, Passau 1866. OCLC 634424001 Online